# Sygehusapotek Fredericia og Kolding Sygehuse
Sygehusapotek Fredericia og Kolding Sygehuse er et af de fem sygehusapoteker i Region Syddanmark og er offentligt ejet af regionen. Sygehusapoteket består af to sygehusafdelinger beliggende på henholdsvis Kolding Sygehus og Fredericia Sygehus.
Hospitalsapoteket ledes overordnet af sygehusapoteker Thorkild Møller. Sygehusapoteksafdelingen i Fredericia styres til dagligt af en ledende farmaceut, mens sygehusapoteksafdelingen i Kolding styres af en ledende farmakonom. Sygehusapoteket er delt op i otte underafdelinger, der hver styres af en afdelingsfarmakonom eller afdelingsfarmaceut.
Fredericia og Kolding Sygehusapotek beskæftiger tilsammen 79 medarbejdere, som er farmaceuter, farmakonomer, defektricer, apoteksmedhjælpere, laboranter, apoteksportører og hospitalsmedhjælpere.
Hospitalsapoteket udfører klinisk farmaci, rationel farmakoterapi, lægemiddelfremstilling, medicinservice og vejleder læger og sygeplejepersonale i forbindelse med ordination og administration af lægemidler til sygehusenes patienter. Apoteket har også ansvar for at indkøbe, fremstille og levere lægemidler til sygehusene i Fredericia og Kolding.
Sygehusapoteket samarbejder med Det Farmaceutiske Fakultet og Farmakonomskolen om hhv. farmaceut- og farmakonomuddannelsen, idet sygehusapoteket løbende modtager farmaceutstuderende og farmakonomelever på praktik- og studieophold.

## Eksterne kilder, links og henvisninger
- Sygehusapotek Fredericia og Kolding Sygehuses hjemmeside (Webside ikke længere tilgængelig)